# 生産者
生産者（せいさんしゃ）とは、実際に商品を生産する個人または企業のこと(商品に限らず、特定の物にとらわれない何かを作る者の事を言う場合もあり)。消費者と対になる概念。食物連鎖においては主に植物のことを指す。

## 代表的な生産者
- 農家
- 漁師
- 工場

## 生物学における生産者
生物学に於いては、生態学の分野で、食物連鎖や栄養段階、生態ピラミッドなどを考える上で生産者という言葉が用いられる。これは下に述べる様に通常は所謂植物（及び藻類）のことを指す。
自然環境には様々な生物が生息しているが、それぞれの環境にはある程度決まった組み合わせの生物相が認められる。ある区域に生息する生物の個体群、則ち生物群集に於いて、そこに生息する動物、菌類などの従属栄養生物は各〻、他の動植物を餌として捕食したり分解したりしてエネルギーを得ている。食物連鎖の元を辿って行くと詰まる所その最基底部は植物であり、群集のエネルギー源は植物の光合成によることがわかる。つまり植物は太陽光のエネルギーを用いて無機物から有機物を合成しており（炭酸固定）、これを栄養源として生育しているが（独立栄養生物）、この植物を捕食する生物（一次消費者）も、それを捕食するより高次の消費者も、或いはこれらに由来する有機物を利用する生物（分解者）も結局は光合成産物に由来するエネルギーを消費しており、このような意味で、光合成を行う植物はその群集における生産者と呼ばれる。尚、植物の中にも或種のランの如く葉緑体を失った従属栄養生物も存在するがこれは生産者ではない。また、或種の藻類の様に自身の生産したエネルギーだけでは生きられず、他の生き物の固定した有機物に一部依存する場合も純粋な生産者とは言えない。これに対し、地衣類（菌類と藻類の共生体）などは総体として生産者と看做すことができる。細菌類にも光合成を行うグループが存在し（光合成細菌）、光ではなく無機化合物を酸化させることでエネルギーを取り出す化学合成細菌も存在する。これらも独立栄養生物として有機物を生産するが、我々がよく知っているような環境に於いてはその活動は（わかっている限りでは）目立ったものではない。従って、陸上生態系における生産者として最も重要なのは陸上植物であり、通常（人類の身近な生態系におけるという意味で）生産者と言えば植物を指す事が多い。これに対し、水圏では（陸上植物の水草に比して）褐藻や紅藻、緑藻などの大型藻類や植物プランクトンが優占しており、生産者の主役はこれらとなる。また、深海底で発見された熱水鉱床の熱水噴出孔における生物群集（熱水生物群集）では化学合成細菌が生産者となった独自の生態系を形成していることが知られている。
何れの生物群集内でも一般に死亡や捕食・消化によるロスが存在する為、生産者よりそれを捕食する一次消費者、下位の消費者よりそれらを捕食する上位の消費者の現存量の方がより少なく、また生産者の現存量は生産者以外の全ての消費者・分解者の現存量を合わせたよりも多い（生態ピラミッドを参照）。